# Dankivți, Izeaslav
Dankivți (în ucraineană Даньківці) este un sat în comuna Lișceanî din raionul Izeaslav, regiunea Hmelnîțkîi, Ucraina.

## Demografie
Componența lingvistică a localității Dankivți
     Ucraineană (100%)
Conform recensământului din 2001, toată populația localității Dankivți era vorbitoare de ucraineană (100%).